# 陳桃花
陳 桃花（ちん とうか、1108年 - ?）は、北宋の徽宗の妃嬪。

## 生涯
北宋で夫人（婕妤・美人・貴人・才人等より低い位）の位を授けられた。
靖康の変後、金に連行され、金の天会5年（1127年）6月に完顔設野馬（完顔宗翰の長男）の婢（側女）となった。同年7月、徽宗の子の趙梴の妻とされた。その後、燕山（北京）に定住した。

## 子女
- 趙成功
- 趙成式

いずれも趙梴との子。

## 伝記資料
- 『靖康稗史箋證』
- 『三朝北盟会編』
- 『宋会要輯稿』